# Lenguas tanglapui
Las lenguas tanglapui son un par de lenguas papúes relacionadas, el sawila y el kula, que forman una pequeña familia lingüística la Isla de Alor, frente a la costa norte de Timor en Indonesia. Las does lenguas sólo tienen una inteligibilidad mutua pequeña o marginal y son habladas por grupos étnicamente distintos, el término "tanglapui" se usa para ambas lenguas.
Además algunos autores encuentran base suficiente relacionar al kolana (wersing) con las lenguas tanglapui, por lo que diversos autores hablan de las lenguas tanglapui-kolana.

## Comparación léxica
Los numerales en diferentes lenguas tanglapui-kolana son:
| GLOSA | Tanglapui | Tanglapui | Kolana   | PROTO- TANGLAPUI- KOLANA |
| GLOSA | Kula      | Sawila    | Wersing  | PROTO- TANGLAPUI- KOLANA |
| ----- | --------- | --------- | -------- | ------------------------ |
| '1'   | 'sona     | sunɔʔ     | nɔʔ      | *su-nɔ                   |
| '2'   | 'yɘku     | yɘkuʔ     | yɔkuʔ    | *yaku                    |
| '3'   | tu        | t̪uwɘʔ     | tuʔ      | *tuwa                    |
| '4'   | a'rasiku  | aɾasikuʔ  | aɾasɔkuʔ | *arasɨku                 |
| '5'   | yawa'tɪn  | yɔt̪ineʔ   | wetiŋ    | *ya-wetiŋ                |
| '6'   | 5+1       | 5+1       | 5+1      | *5+1                     |
| '7'   | 5+2       | 5+2       | 5+2      | *5+2                     |
| '8'   | 5+3       | 5+3       | 5+3      | *5+3                     |
| '9'   | 5+4       | 5+4       | 5+4      | *5+4                     |
| '10'  | ada'yəku  | adakuʔ    | adayɔkuʔ | *ada+yaku                |